# حصار البحرين

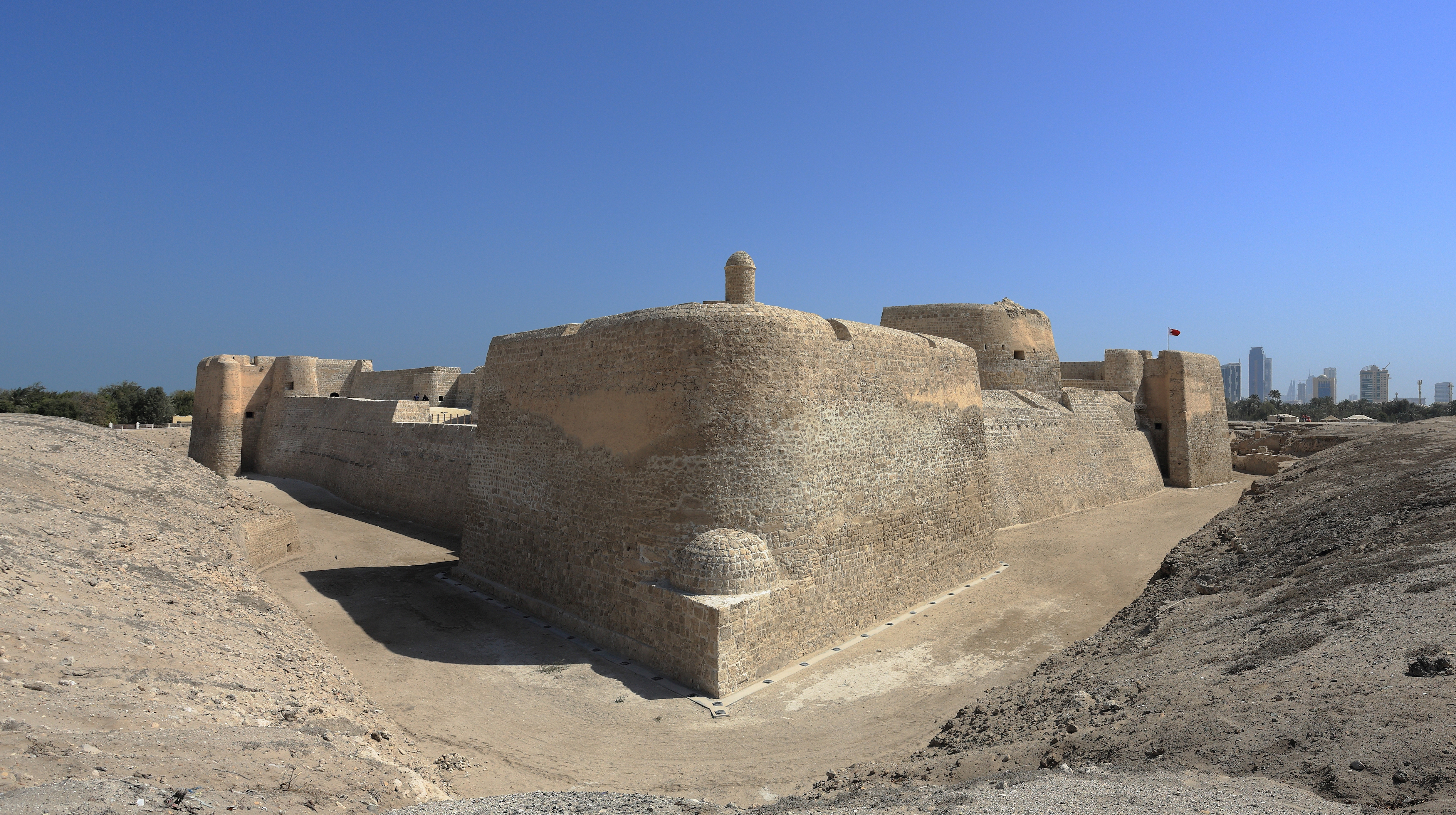
قلعة البحرين

حصار البحرين هو حصار نفذته القوات العثمانية في صيف عام 1559 على قلعة البحرين بقيادة والي إيالة الإحساء مصطفى باشا، والذي حاول الاستيلاء على جزيرة البحرين وانتزاعها من مملكة هرمز التابعة للامبراطورية البرتغالية، قام الاتراك بنقل قواتهم بحرا وجهزوا اسطولهم المؤلف من قادسين و70 سفينة نقل لنقل 800 مقاتل إلى الجزيرة  انتهى الحصار العثماني بالفشل بعد تمكن البرتغاليين من إرسال تعزيزات عسكرية إلى البحرين من قاعدتهم في قلعة هرمز، وقد اجبر الاتراك على مغادرة الجزيرة في 6 نوفمبر والتخلي عن سلاحهم مع دفع غرامة للبرتغاليين مقدارها مليون اقجة.

## البداية
خضعت البحرين لفترة بسيطة لمملكة هرمز، والتي هي نفسها كانت خاضعة بيد البرتغال بعد أن استولوا عليها سنة 1515. وفي سنة 1538 استولى العثمانيون على البصرة، فتمكنوا من الوصول إلى مياه الخليج العربي، وبالتالي أصبح هناك اتصال مباشر مع البرتغاليين. وفي 1552 أنشئت إيالة الأحساء. وحاول واليها مصطفى باشا الاستيلاء على البحرين حيث صيد اللؤلؤ الشهير الذي يجمع في مياهها. ولهذا الغرض حشد سفينتين من نوع قادرغا [الإنجليزية] وسفينة واحدة من نوع بريجانتين و 70 قارب خفيف لنقل 1200 من إنكشارية بغداد من القطيف إلى البحرين وكميات كبيرة من التجهيزات والمؤن والذخيرة، وجرى ذلك دون إذن من السلطان سليمان القانوني. وكان ذلك في 13 رمضان 966هـ/19 يونيو 1559م وحاصر قلعة البحرين،

## الحصار
نزل الأتراك في البحرين في يوليو، وهاجموا على الفور قلعة البحرين بالمدفعية. فدافع عنها حاكمها مراد شاه ومعه مابين 300-400 من الجنود الفرس، وتمكن من الصمود في وجه الحصار التركي، ثم أرسل إلى أنطونيو نورونها الحاكم العسكري لهرمز بإشارة استغاثة. فأرسل ابن أخيه دوم جواو دي نورونها مع تعزيزات مكونة من 10 قوادس خفيفة إلى البحرين. ولأن دوم جواو كان شابًا وعديم الخبرة، فعند وصوله البحرين استدرجه العثمانيين إلى كمين وألحقوا به خسائر كبيرة بلغت 70 رجلًا. فأرسل نورونها حملة أخرى بقيادة ألفارو دي سلفيرا ومعه عدد من السفن، بحيث بلغ تعداد سفن الحملتين 22 سفينة. وكان الكابتن دا سيلفيرا أكثر نجاحًا: حيث سلك طريقًا نحو القطيف، وتمكن من الاقتراب من البحرين من الغرب بدلاً من الشرق، وبالتالي خدع الأتراك باعتقادهم أن أسطوله هو عبارة عن تعزيزات ودية مرسلة من البصرة، ومستفيدًا من ضباب الصباح تمكن ألفارو دا سيلفيرا من مفاجأة الأسطول العثماني ودحره في البحر، ثم تقدم نحو الساحل فاشتبك مع الأسطول العثماني الذي يحيط بالجزيرة. فقام محمد بيك قائد سنجق الإحساء بقيادة جنود الإنكشارية ممن جيء بهم من بغداد، وهاجم كل من يحاول النزول إلى البر من البرتغاليين، وأدار مصطفى باشا المعركة من المنامة. أما مراد شاه فقد كان يخوض سلسلة من المعارك ضد القوات العثمانية بجنوده الفرس وفرقة من الفرسان العرب بهدف دعم القوات البرتغالية. مرت عدة أسابيع من المناوشات دون أن يحقق أي من الطرفين نصرًا على الآخر. فكلف الدوم نورونها مهندسًا برتغاليًا كان يقوم بترميمات في قلعة هرمز لبناء عربة حرب كبيرة جدًا ومسلحة بقطع المدفعية، وقد شارفت القوات البرتغالية على الانكسار، وقتل جواو دي نورونها قائد الحملة في إحدى المعارك، فأرسل حاكم هرمز البرتغالي بإيفاد بديل له ثم تبعه بنفسه. فبدأ بتطويق القوات العثمانية بين دفاعات البحرين البرية والإسطول البرتغالي. وقد استمرت الحرب حوالي 6 أشهر حتى حل هبوب الرياح الشرقية التي تحمل وباءً مميتا، وفي تلك اللحظات مات مصطفى باشا قائد الحملة العثماني بالحمى، فضعفت معنويات جيشه ودبت المجاعة بينهم، ونتيجة لذلك قرر الطرفان إنهاء الصراع والتفاوض.

## المفاوضات
تحدثت وثيقة عثمانية عن ثلاث اجتماعات جرت بين القوات العثمانية من جهة وبين مراد شاه ومعه البرتغاليين من جهة أخرى، حيث أدار مراد شاه المفاوضات بنفسه، وأسفرت أول مفاوضات على التالي:
«تسليم المدافع والأموال والخيول التي بحوزة العثمانيين بالإضافة إلى إطلاق سراح الأسرى، وتقديم 35 فرسًا، ودفع 240 ألف آقجة.» ولكن مصطفى بيلربي رفض تلك الشروط، فاندلع القتال مرة أخرى.
ثم جرت مفاوضات ثانية في قلعة البحرين بحضور ممثل من البرتغال، وممثل من هرمز، وممثل لمصطفى باشا والجيش العثماني في الجزيرة، وفي تلك المحادثات تعرض الممثل العثماني للإحراج عندما قال له الريس مراد -أو مراد شاه-: إن السلطان سليمان قد منحه كتاب العهد وأنه نقض عهده وخالف وعده، وعلى ذلك فإنه سينشر قصة هذا الحدث على أمراء الهند كافة ويطلعهم على حقيقة سلطنته، فرد الوفد العثماني بأن السلطان لم يقم بأي عمل يخالف عهده، لأنه لا يعلم بأمر تلك الحملة، فإذا عمل الريس مراد جهده في إنقاذ الجيش العثماني فإن السلطان سيغمره بإحسانه الواسع، عندئذ أجاب حاكم البحرين بالموافقة وتعهد بأن لاتتعدى أخبار تلك الحملة منطقة البصرة. ثم جرت المفاوضات الثالثة ولكنها لم تسفر عن شيء، ويبدو أن مصطفى باشا قد توفي في تلك الفترة جراء تفشي الطاعون، فقام سلطان علي بيك القطيف بجهود لإنقاذ القوات العثمانية المحاصرة في الجزيرة، فحصل على صلاحية لإبرام اتفاق مع قائد القوات البرتغالية في هرمز على أن يفرج العثمانيون عن الأسرى البرتغاليين لديهم وأن يعيدوا معهم غنائم الحرب التي كسبوها، كما التزم العثمانيون بدفع مائة ألف دوكات وقيل 12 ألف كروزادو [الإنجليزية] (الكروزادو=2 أشرفي) أو مليون آقجة للبرتغاليين، وأن يتخلى المقاتلون عن جميع خيولهم، وسمح لهم نظير ذلك بالعودة إلى القطيف سالمين، وعلى هذا الأساس نقلت القوات العثمانية إلى ميناء القطيف بالسفن البرتغالية في خمس دفعات.
وبلغ عدد قتلى البرتغاليين في تلك المعارك -حسب تقديراتهم- أكثر من سبعين قتيلاً، أما العثمانيون فقد عاد إلى القطيف مائتي مقاتل من أصل 1200 قدموا إلى البحرين، وقد استمرت المعارك مدة ستة أشهر تقريباً، وكانت آخر دفعة للقوات العثمانية التي خرجت من البحرين في شهر أبريل 1560.

## النتائج
أظهرت الوثائق العثمانية أن حملة مصطفى بيلربي كان لها آثارًا مدمرة على الأوضاع العامة في إقليم الأحساء. فقد تكبد العثمانيون أكثر من ألف مقاتل في حملتهم، وتركوا هنالك كمية من المدافع والخيول وغيرها من العتاد الحربي، بالإضافة إلى إحراق البرتغاليين لسفنهم. وقد توالت ردود الأفعال من إسطنبول إلى ولايات بغداد والبصرة والأحساء عن تلك الحملة: ففي حكم سلطاني موجه إلى حاكم البحرين مراد شاه صدر في 30 سبتمبر 1559، أكد السلطان سليمان عدم معرفته بتلك الحملة، ووعد بمعاقبة المسؤولين عنها.
وأشارت المصادر العثمانية أيضًا إلى ضعف دفاعاتهم في الأحساء عقب هذه الحادثة، حيث حاصر البرتغاليون القطيف وأضرموا النار فيها، كما أخذت سفنهم تجول في سواحل الأحساء دون أن يتمكن العثمانيون من التعرض لها بسبب فقدانهم لعدد كبير من السفن والمقاتلين والخيول والأسلحة في حملة البحرين. كما انعكست تلك الهزيمة المروعة على الأوضاع الأمنية في الأحساء؛ حيث تشجعت بعض القبائل العربية على شق عصا الطاعة عن العثمانيين مستفيدين من حالة الفراغ التي شابت الإقليم عقب هزيمة القوات العثمانية ومقتل مصطفى بيلربي.